# Крохмальний Анатолій Мирославович
Анатолій Мирославович Крохмальний (нар. 12 червня 1967, м. Тернопіль, Україна) — український співак, літератор, телеведучий. Член Національної спілки журналістів України.

## Життєпис
Анатолій Мирославович Крохмальний народився 12 червня 1967 року в мікрорайоні Кутківці міста Тернополя, Україна.
Закінчив факультет журналістики Львівського університету.
Співорганізатор і учасник групи «Канікули» (1989—1992), дискоальбом якої «Останні канікули» продублювали студія «Євшан» (Канада) та «Нота-Пітсбурґ» (США).
Друкувався в українських виданнях. Працював музичним оглядачем у газетах «Ровесник», «Західна Україна», «Тернопіль вечірній».
Від 1992 — автор і ведучий музичного телешоу «ГалКліп» на телеканалах ТТБ, згодом «Такт», нині на «TV-4» в Тернополі.
Співавтор фільму про Казимира Сікорського «Життя на чистовик».

## Нагороди та відзнаки
- Тернопільська обласна премія імені Володимира Здоровеги (2018)[2]
- Золота медаль української журналістики (2012)[1]
- «Людина року» на Тернопільщині (2016).[3]